# Flughafen Karakol

i7
i11
i13
Der internationale Flughafen Karakol (kirgisisch Каракол эл аралык аэропорту, russisch Международный аэропорт „Каракол“, ICAO-Code: UCFP, RU-LID: КПЖ) ist ein internationaler Flughafen in Karakol, der Hauptstadt des Oblus Yssyk-Köl in Kirgisistan.

## Geschichte
Der Flughafen wurde 1978 oder 1979 errichtet; nach dem Zerfall der Sowjetunion und der Unabhängigkeit Kirgisistans wurde er jedoch nicht mehr kommerziell genutzt. Im Jahr 2011 wurde der Flughafen renoviert und für internationale Flüge instand gesetzt und erhielt den Status eines internationalen Flughafens.
Der Flughafen der Klasse 3C verfügt über kein Instrumentenlandesystem und ist nur tagsüber in Betrieb. Das Terminal verfügt über die für internationale Flüge nötigen Einrichtungen.
Angeflogen wird der Flughafen unter anderem aus Bischkek und von SCAT Airlines aus Almaty.